# Le regine del crimine
Le regine del crimine (The Kitchen) è un film del 2019 scritto e diretto da Andrea Berloff, con protagoniste Melissa McCarthy, Tiffany Haddish e Elisabeth Moss.
La pellicola è l'adattamento cinematografico della serie di graphic novel della Vertigo The  Kitchen, creata da Ollie Masters e Ming Doyle.

## Trama
New York, 1978. Kathy, Ruby e Claire sono tre casalinghe, mogli di mafiosi irlandesi; quando i loro coniugi vengono arrestati dall'FBI, saranno costrette a prendere in mano gli affari dei mariti.

## Produzione
Nel febbraio 2017 Andrea Berloff firma per scrivere e dirigere il film.
Le riprese sono iniziate il 7 maggio 2018 a New York e sono terminate nel settembre seguente.
Il budget del film è stato di 38 milioni di dollari.

## Promozione
Il primo trailer del film viene diffuso il 30 maggio 2019.

## Distribuzione
La pellicola è stata distribuita nelle sale cinematografiche statunitensi a partire dal 9 agosto 2019 ed in quelle italiane dal 26 settembre.

## Accoglienza

### Incassi
Il film è stato uno dei flop cinematografici del 2019, incassando solamente 15 milioni di dollari in tutto il mondo.

### Critica
Sull'aggregatore Rotten Tomatoes il film riceve il 23% delle recensioni professionali positive con un voto medio di 4,44 su 10 basato su 218 critiche, mentre su Metacritic ottiene un punteggio di 35 su 100 basato su 42 critiche.

## Riconoscimenti
- 2019 - National Film & TV Awards[10]
  - Candidatura per il miglior regista ad Andrea Berloff
  - Candidatura per il miglior attore non protagonista a James Badge Dale